# شپرد بلژیکی
شپرد بلژیکی (به انگلیسی: Belgian Shepherd)، نام یکی از نژادهای سگ است که خاستگاه آن به بلژیک بازمی‌گردد. وزن جنس نر شپرد بلژیکی ۵۵–۶۶ پوند (۲۵–۳۰ کیلوگرم) است و وزن جنس مادهٔ آن ۴۴–۴۵ پوند (۲۰–۲۰ کیلوگرم). قد جنس نر شپرد بلژیکی ۲۳٫۶–۲۶ اینچ (۶۰–۶۶ سانتیمتر) است و قد جنس مادهٔ آن ۲۲–۲۴٫۴ اینچ (۵۶–۶۲ سانتیمتر). شپرد بلژیکی در هر بار زایمان ۶ تا ۱۰ توله می‌زاید.